# Wohn- und Wirtschaftsgebäude Uthleder Straße 9
Das Wohn- und Wirtschaftsgebäude Uthleder Straße 9 in der niedersächsischen Gemeinde Schwanewede, Ortsteil Meyenburg, stammt aus der ersten Hälfte des 19. Jahrhunderts. Aktuell (2025) wird es zum Wohnen und vom Bioland Hofladen Meyenburg genutzt.
Das Gebäude steht unter Denkmalschutz (siehe auch Liste der Baudenkmale in Schwanewede).

## Geschichte und Beschreibung
In einer Urkunde von 1309 werden die Rechte an eine von der Bürgerschaft der Stadt Bremen gemeinsam mit den Grafen von Stotel, Delmenhorst und Oldenburg und einigen Adelsfamilien der Region erbauten Burg festgelegt.
Das eingeschossige giebelständige Zweiständer-Hallenhaus in Fachwerk mit Steinausfachungen und mit reetgedecktem Krüppelwalmdach mit Niedersachsengiebel, Uhlenloch und Grooter Door mit Segmentbogen wurde 1826 gebaut, bestehend auch aus Bauteilen früherer Bauten. Prägend wurde das Fachwerk über der Grooten Door gestaltet. An der linken Seite wurde später ein Anbau mit Pultdach errichtet. Seit etwa 2000 wird der Hof als Bioland-Hof betrieben mit 40 Hektar Acker- und Grünland sowie 1500 m² Gewächshausflächen.
Das Landesdenkmalamt befand u. a.: „… ein regionstypisches Hallenhaus in Zweiständerkonstruktion …“